# ショート サイオン・シニア
ショート サイオン・シニア
ショート サイオン・シニア FB (L9786)
- 用途：旅客機
- 分類：水上機
- 製造者：ショート・ブラザーズ
- 初飛行：1935年
- 生産数：6機
- 運用開始：1935年

ショート サイオン・シニア（Short S.22 Scion Senior）は、1930年代にショート・ブラザーズ社により製造されたイギリスの4発9人乗り旅客用の水上機である。

## 設計と開発
サイオン・シニアは6名乗りの双発小型旅客機サイオンを4発9人乗りとした拡大版であった。不運なことに既にデ・ハビランド ドラゴンやドラゴン・ラピードを導入していたイギリス国内の航空会社からの発注は得られなかったが、国外の調査活動や河川旅行用の水上機として着目された。最初の発注はビルマの（Irrawaddy Flotilla Co.）からで、最初の納入機が満足すべきものである場合は更なる発注が約束されていた。サイオン・シニアは、基本は水上機として設計され、陸上機型も選ぶことができた。フロート付き機として製造された最初の2機は耐空証明を取得すると直ぐにラングーンへ出荷され、3番目の機体はショート社がデモンストレーションに使用する陸上機型として製造された。他の3機は水上機型として製造されたが、この中の1機（S.835, G-AENX）は実際には将来水上機に改装することを前提とした陸上機型として製造された最初の機体となった。

## 運用の歴史
生産最終号機（シリアルナンバー：L9786）は、飛行艇の特にショート サンダーランドの艇体設計のために空軍省によって買い上げられた。ショート サイオン・シニア FB（Flying Boat）と改称された機体には、平頭リベットを使用したジュラルミン製の中央フロートと左右両翼下のフロートが取り付けられた。1942年中にMarine Aircraft Experimental Establishment (MAEE)の手で艇体設計の挙動や安定性能を見極めるために一連の試験が実施された。この試験専用の機体は1944年3月15日にアーガイルのヘレンズバラ沖で霧の発生した天候の中クライド川から離陸しようとしたところ水没して失われた。MAEE ヘレンズバラのテストパイロットであるH・G・ホワイト（H.G. White）は、機体が失速して水上に墜落し、水没したことで死亡した。他の2名の搭乗員は救助された。
陸上機型のサイオン・シニアは1938年12月にハイファのパレスチナ・エアウェイズに売却され機体記号はVQ-PADへと変更されたが、1942年2月に中東のイギリス空軍部隊に徴発され、1943年9月22日の戦闘中に失われた。

## 運用
水上機
 イギリス領インド帝国
- Irrawaddy Flotilla Co Ltd

 イギリス委任統治領パレスチナ
- パレスチナ・エアウェイズ（Palestine Airways Ltd）

 シエラレオネ
- エルダース・コロニアル・エアウェイズ（英語版）

 イギリス
- 航空省 (MAEE)
- ウエスト・オブ・スコットランド・エア・サービス（West of Scotland Air Services Ltd）
- イギリス空軍

陸上機
 イラク
- イラク・ペトロリアム・トランスポート（Iraq Petroleum Transport Co Ltd）

 イギリス
- ジャージィ・エアウェイズ（Jersey Airways Ltd）
- ショート・ブラザーズ（デモンストレーション用機）
- イギリス空軍

## 要目 (Scion Senior Floatplane)

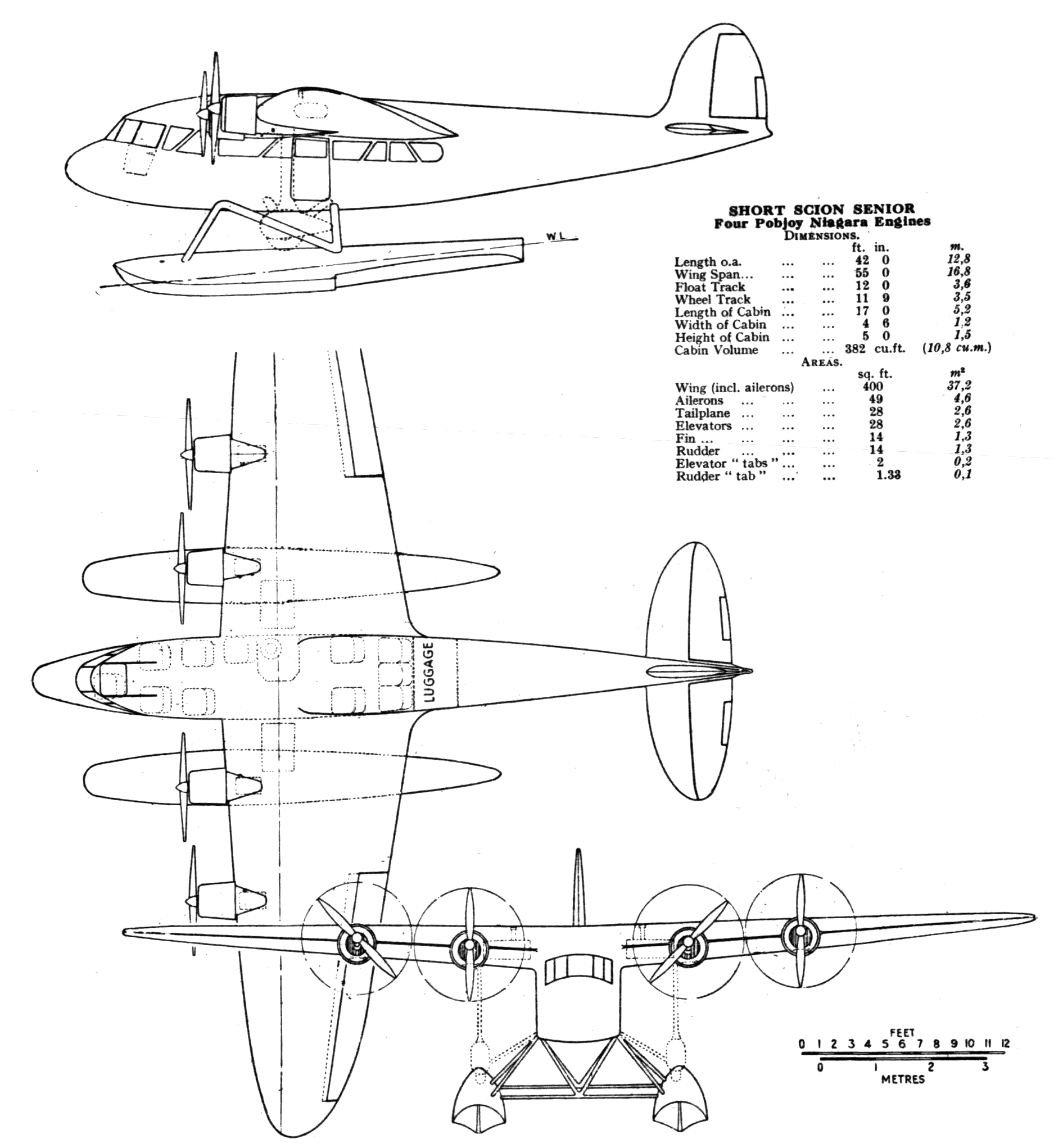
ショート サイオン・シニア

出典: Warplanes of the Second World War, Volume 5: Flying Boats
諸元
- 乗員: 2
- 定員: 9 - 12 passengers, 60 imp. gal. fuel
- 全長: 12.80 m （42 ft）
- 全高:
- 翼幅: 16.76 m（55 ft）
- 翼面積: 42.27 m2 （455 ft2）
- 空虚重量: 1,637 kg （3,650 lb）
- 最大離陸重量: 2,610 - 2,722 kg （5,750 - 6,000 lb）
- 動力: ポブジョイ ナイアガラ III 星型エンジン、67 kW （90 hp）   × 4

性能
- 最大速度: 225 km/h、216 km/h（水上機型） （120 knots、116 knots（水上機型）） 140 mph、134 mph（水上機型）
- 巡航速度: 185 km/h （100 knots、96 knots（水上機型）） 115 mph
- 航続距離: 675 km （365 nm） 420 mi
- 実用上昇限度: 3,660 m、3,048 m（水上機型） （12,000 ft、10,000 ft（水上機型））